# Live (альбом Alice in Chains)
Live — другий концертний альбом американської групи Alice in Chains, який був випущений 5 грудня 2000 року.

## Треклист
1. Bleed the Freak — 4:33
2. Queen of the Rodeo — 4:39
3. Angry Chair — 4:22
4. Man in the Box — 4:59
5. Love, Hate, Love — 7:47
6. Rooster — 6:54
7. Would? — 3:51
8. Junkhead — 5:21
9. Dirt (Drunk and Disorderly Version) — 5:24
10. Them Bones — 2:39
11. God Am — 3:59
12. Again — 4:24
13. A Little Bitter — 3:52
14. Dam That River — 3:33